# Berru
Berru település Franciaországban, Marne megyében. Lakosainak száma 618 fő (2022. január 1.). Berru Caurel, Beine-Nauroy, Cernay-lès-Reims, Époye, Lavannes, Nogent-l’Abbesse és Witry-lès-Reims községekkel határos.

## Népesség
A település népességének változása:
| Lakosok száma | 287  | 320  | 459  | 497  | 511  | 533  | 574  | 596  | 599  | 618  |
|               | 1968 | 1982 | 1990 | 2006 | 2013 | 2015 | 2017 | 2019 | 2020 | 2022 |